# 英瓦尔·耶德
英瓦尔·耶德（瑞典語：Ingvar Gärd，1921年10月6日—2006年8月31日），瑞典男子足球运动员，司职中场，1950年完成国家队首秀。他曾代表瑞典国家队参加1950年国际足联世界杯，获得季军。